# Linda Mackenzie
Linda June Mackenzie (Mackay, 14 dicembre 1983) è una nuotatrice australiana.

## Palmarès
- Olimpiadi

Pechino 2008: oro nella 4x200m sl.
- Mondiali

Barcellona 2003: argento nella 4x200m sl.
Montreal 2005: argento nella 4x200m sl.
- Giochi PanPacifici

Victoria 2006: argento nei 200m sl e nella 4x200m sl e bronzo nella 4x100m sl.
- Giochi del Commonwealth

Melbourne 2006: oro nella 4x200m sl.